# Jimina Sabadú
Jimina Sabadú (Madrid, España 24 de julio de 1981) es una escritora, columnista, guionista y directora de cine española.

## Biografía
Madrileña de nacimiento, es guionista y escritora. Se licenció en Comunicación Audiovisual y estudió cine en Nueva York. Es profesora de Dramaturgia y Literatura en la Universidad Camilo José Cela.
Sabadú colabora habitualmente en revistas como Mondo Brutto o Fotogramas y ha realizado guiones tanto para cine La máquina de bailar como para cadenas televisivas La 2, Canal+ y Paramount Comedy, entre otras. También trabajó en la radio para los programas No Somos Nadie y La Ventana del Verano.
En lo literario, la autora debutó en 2010 con Celacanto, ganando el Premio Lengua de Trapo convocado por la misma editorial. Además, también ha escrito Los supervivientes y Las palmeras.
En 2013 forma parte de la primera hornada del proyecto Little Secret Film, con la película La pájara, protagonizada por Hugo Álvarez Gomez, Ángel Paisán, Alba García, Enrique López Lavigne, Ion Arretxe, y Jaime Adalid. 
En 2020 se convierte en columnista del diario El País para la sección de televisión. 
En 2022 se anuncia Anatema, su primer largometraje como directora, con un guion original de Elio Quiroga. Es el tercer largometraje del sello The Fear Collection, de Alex de la Iglesia y Carolina Bang.

## Filmografía
| Año       | Título               | Director                | Notas                                |
| --------- | -------------------- | ----------------------- | ------------------------------------ |
| 2006      | La máquina de bailar | Óscar Aibar             | Guionista                            |
| 2006-2007 | D-Calle              | Cayetana Guillén Cuervo | Guionista                            |
| 2009      | Fiat Homo            | Jimina Sabadú           | Directora                            |
| 2013      | La Pájara            | Jimina Sabadú           | Directora y guionista                |
| 2013      | Faraday              | Norberto Ramos del Val  | Guionista                            |
| 2017      | La siesta del ángel  | Jimina Sabadú           | Directora y guionista                |
| 2024      | Anatema              | Jimina Sabadú           | Directora y guionista; Posproducción |

## Libros
- Celacanto (2010)
- Los supervivientes (2015)
- Las palmeras (2020)
- La conquista de Tinder (2022)